# ドクターたかよしの吉田健康クリニック
ドクターたかよしの吉田健康クリニック（ドクターたかよしのよしだけんこうクリニック）は、文化放送のBBQRで放送されていたインターネットテレビ番組。2007年4月10日に放送開始。2010年12月31日放送終了
元・NHKアナウンサーで、現職の医師である吉田たかよしが健康情報や医学情報を分かりやすく解説する番組。文化放送ラジオで放送中の「吉田健康～あなたのドクターたかよしです」（吉田照美 ソコダイジナトコ内で放送）と連動して放送。番組の企画・構成も吉田たかよし本人が務めている。提供はAGF。

## 放送
- 毎週金曜日更新 30分番組 無料放送

Dr.たかよしの吉田健康クリニック（文化放送ホームページ内）

## 出演
- 吉田たかよし-番組内では「アナウンサードクター」
- 水崎綾女

## 番組構成
- オープニング

- 今週の健康講座

　その週に、ラジオ番組「吉田健康～あなたのドクターたかよしです」で放送したテーマの中から一つを選び、吉田たかよしが内容を掘り下げて詳しく解説する。
- コーヒーブレイク

　吉田たかよしと水崎綾女が、コーヒーを飲みながら、世間話をする。
- メールで健康相談

　視聴者の健康についての質問メールに対し、吉田たかよしが回答する。
　
- エンディング